# Zla Kolata
Zla Kolata (cirilica Зла Колата, albansko Kollata e keqe) je 2534 m visok vrh v Prokletijah na albansko-črnogorski meji. Je najvišja točka v Črni gori. Zla Kolata je sekundarni vrh v pogorju Kolate, katerega najvišji vrh je Maja e Kollatës (2552 m; črnogorsko Ravna Kolata) in je približno kilometer jugovzhodno v Albaniji.
Kolata je manj kot deset kilometrov severovzhodno od vrha Jezerca in manj kot dvajset kilometrov zahodno od Đeravice, dveh najvišjih gora v Prokletijah. Je del gorskega grebena na severni strani doline Valbona, ki tvori mejo med državama in povodjema Drine in Donave. Na albanski strani ob vznožju gore leži vasica Valbona. Na črnogorski strani je naslednje mesto Gusinje pri Plavu. To je tudi glavno izhodišče za vzpone.
Ime gore pomeni Zlobna Kolata. Drugi sekundarni vrh je Dobra Kolata (Dobra Kolata ali Kollata e mirë) z 2528 m, druga najvišja točka Črne gore, ki je nekaj več kot 100 metrov severovzhodno in ločena z 2416 m visokim sedlom. Pomen Kolate je nejasen, vendar ime Kolac, ki se tudi pojavlja, pomeni 'kup', 'kopica'.
Kollata je močno zakraselo območje. Z najvišje točke se dokaj raven greben, ki se strmo spušča zlasti na severni strani, na severozahodu spusti do sedla, od koder se strmo dvigata vrhova Zla Kolata in Dobra Kolata. Na sever vrh Zla Kolate pada v skalne prepade . Grebeni od vrha proti severozahodu in severovzhodu tvorijo povodje in mejo med državama. Greben, ki teče južno-jugozahodno, kasneje strmo pade v dolino Valbone. Območje vrha je do začetka poletja pokrito s snegom.
Gora Bobotov Kuk (2522 m) v Durmitorju je zelo pogosto navedena kot najvišja gora v Črni gori. Po eni strani je to posledica dejstva, da je v celoti na ozemlju države. Druga pojasnila se nanašajo na pomembno vlogo Durmitorja v črnogorski kulturi.
Poleg tega so za Zla Kolato podane različne višine, zdi se, da natančna vrednost ni razjasnjena. Višina Zla Kolate je običajno določena kot 2534 m, kar je enajst metrov višje kot Bobotov Kuk. Ta višina je tudi naslikana na kamnu na vrhu. V albanski karti je na drugi strani zapisana le 2519 m. V starejši jugoslovanski literaturi z višino 2530 m ne pojasnijo, na kateri črnogorski vrh točno se nanaša Maja Kolac. Na novem zemljevidu črnogorskih Prokletij je celo navedena višina 2535 m. Po drugi strani v poročilu o vzponu trdijo, da višina Zla Kolate ni bila nikoli pravilno izmerjena in da so GPS meritve pokazale, da je visoka 2528 m. To je občasno navedeno tudi v knjigah. Z izjemo pa so vse številke višje od uradne vrednosti Statističnega urada Črne gore za Bobotov Kuk.
Avgusta 2012 sta med plezanjem na Zla Kolata umrla dva Čeha.